# Koszarawa (plaats)
Koszarawa is een dorp in de Poolse woiwodschap Silezië. De plaats maakt deel uit van de gemeente Koszarawa en telt 2600 inwoners.